# Копенгаген (аеропорт)
Каструп (дан. Københavns Lufthavn, Kastrup IATA: CPH, ICAO: EKCH) — аеропорт Копенгагена, є найбільшим аеропортом Данії. Побудований 1925 року. Розташований в Торнбю (Tårnby) — муніципалітеті на острові Амагер (Amager), за 8 км на південний схід від центру Копенгагена.
Аеропорт є хабом для:
- Norwegian Air Shuttle
- Scandinavian Airlines

## Основні відомості
2012 року аеропорт прийняв 23,3 млн. пасажирів (зростання на 2,7 % порівняно з попереднім роком).
Каструп є найбільшим аеропортом в Скандинавії та сімнадцятим за розмірами у Європі. Використовується Scandinavian Airlines System (SAS) як основний аеропорт компанії. У минулому основний аеропорт данської компанії Sterling Airlines. Аеропорт обслуговує 63 авіакомпанії, має рейси в 111 місць призначення.

## Термінали
В аеропорту Копенгагена 2 діючих пасажирські термінали: № 2 і № 3. Термінал № 1, що раніше обслуговував всі внутрішні рейси, був закритий в березні 2015 року.
Між терміналами цілодобово курсують безкоштовні автобуси. Інтервал між шаттлами становить 15 хвилин з 4:30 до 23.30 і 20 хвилин з 23.30 до 4:30.
- Термінал 2. Раніше використовувався тільки для обслуговування міжнародних рейсів, але після закриття терміналу № 1 в нього була переведена і частина внутрішніх авіаліній. Частиною терміналу 2 є зона CPH Go (гейти F1-F10) для чартерних і бюджетних авіаліній.
- Термінал 3. Був відкритий в 1998 році. Використовується як основний термінал авіакомпанією SAS. У будівлі терміналу знаходяться залізнична станція і станція метро.

## Авіалінії та напрямки, січень 2021

### Пасажирські
| Авіакомпанія                   | Пункт призначення |
| ------------------------------ | --- |
| Aegean Airlines                | Афіни Сезонний: Іракліон, Каламата, Родос |
| Aeroflot                       | Москва-Шереметьєво |
| Air Canada                     | Торонто-Пірсон |
| Air China                      | Пекін |
| Air France                     | Париж-Шарль де Голль Сезонний: Тулуза |
| Air Greenland                  | Кангерлуссуак Сезонний: Нарссарссуак Чартер: Туле |
| Air Serbia                     | Белград |
| Air Transat                    | Сезонний: Монреаль–Трюдо (з 16 червня 2021) |
| airBaltic                      | Рига, Таллінн |
| Alsie Express                  | Сьоннерборг |
| Atlantic Airways               | Вагар Сезонний: Бастія Сезонний чартер: Інсбрук, Яніна, Сітія |
| Austrian Airlines              | Відень Сезонний: Інсбрук |
| Blue Air                       | Бухарест |
| British Airways                | Лондон-Хітроу |
| Brussels Airlines              | Брюссель |
| Bulgaria Air                   | Сезонний чартер: Бургас |
| Bulgarian Air Charter          | Сезонний чартер: Варна |
| Corendon Airlines              | Сезонний: Ханья, Родос |
| Croatia Airlines               | Загреб Сезонний: Спліт |
| Czech Airlines                 | Прага Рейк'явік |
| Danish Air Transport           | Ольборг, Борнгольм, Каруп Сезонний чартер Анталія, Бургас, Корфу, Фуертевентура, Хургада, Лансароте, Ларнака, Превеза, Шарм-ель-Шейх |
| easyJet                        | Амстердам, Базель, Берлін-Бранденбург, Бристоль, Единбург, Женева, Лондон-Гатвік, Ліон, Манчестер, Мілан-Мальпенса, Нант, Париж-Шарль де Голль Сезонний: Оре/Естерсунд |
| EgyptAir                       | Каїр |
| Emirates                       | Дубай |
| Eurowings                      | Дюссельдорф |
| Finnair                        | Гельсінкі |
| FlyErbil                       | Ербіль |
| Iberia Express                 | Мадрид |
| Icelandair                     | Рейк'явік |
| Iraqi Airways                  | Багдад, Басра, Наджаф |
| KLM                            | Амстердам |
| LOT Polish Airlines            | Варшава-Шопен |
| Lufthansa                      | Франкфурт, Мюнхен |
| Luxair                         | Люксембург |
| Middle East Airlines           | Бейрут |
| Norwegian Air Shuttle          | Ольборг, Осло-Гардермуен |
| Novair                         | Сезонний чартер: Хургада |
| Nouvelair                      | Сезонний: Монастір |
| Pegasus Airlines               | Стамбул-Сабіха Гекчен Сезонний: Анталія |
| Qatar Airways                  | Доха |
| Royal Air Maroc                | Касабланка |
| Royal Jordanian                | Амман |
| Ryanair                        | Аліканте, Мілан-Бергамо, Болонья, Будапешт, Брюссель-Шарлеруа, Дублін, Единбург, Гданськ, Каунас, Краків, Лондон-Лутон, Лондон-Станстед, Мадрид, Малага, Манчестер, Марсель, Прага, Рим-Чіампіно, Салоніки, Відень Сезонний: Неаполь, Порту, Валенсія |
| Scandinavian Airlines          | Ольборг, Орхус, Абердин, Амстердам, Афіни, Пекін, Бейрут, Берген, Берлін-Бранденбург, Біллунн, Бірмінгем, Болонья, Бостон-Логан, Брюссель, Бухарест, Чикаго-О'Хара, Дублін, Дюссельдорф, Фару, Франкфурт, Газіпаша, Гданськ, Женева, Гетеборг, Гран-Канарія, Гамбург, Ганновер, Гельсінкі, Краків, Лондон-Хітроу, Лос-Анджелес, Малага, Манчестер, Мілан-Мальпенса, Мюнхен, Ньюарк, Ніцца, Осло-Гардермуен, Паланга, Пальма-де-Мальорка, Париж-Шарль де Голль, Познань, Прага, Рейк'явік, Рим-Ф'юмічіно, Сан-Франциско, Щецин, Шанхай-Пудун, Ставангер, Стокгольм-Арланда, Штутгарт, Таллінн, Токіо-Наріта, Тронгейм, Вагар, Вільнюс, Варшава-Шопен, Вашингтон-Даллес, Вроцлав, Цюрих Сезонний: Олесунн, Аліканте, Барселона, Біарриц, Катанія, Ханья, Дубровник, Единбург, Флоренція, Фуертевентура, Генуя, Гаугесунн, Лісабон, Мальта, Марсель, Маямі, Монпельє, Неаполь, Корнуолл, Ольбія, Палермо, Піза Приштина, Пула, Родос, Селен-Трюсиль, Ст Петербург, Зальцбург, Спліт, Тенерифе-Південний, Салоніки, Тиват, Тулон, Тромсе, Венеція, Задар Сезонний чартер: Даламан, Іракліон, Хургада, Кос, Пальма-де-Мальорка, Родос, Самос, Санторіні, Скіатос, Закінф |
| Sichuan Airlines               | Ченду, Гельсінкі (обидва призупиненні) |
| Singapore Airlines             | Сінгапур |
| Sunclass Airlines              | Чартер: Гран-Канарія, Тенерифе-Південний Сезонний чартер:Анталія, Банжул, Бодрум, Ханья, Корфу, Мадейра, Газіпаша, Іракліон, Хургада, Кос, Ларнака, Марса-Алам, Мітилена, Пальма-де-Мальорка, Пхукет, Превеза, Пунта-Кана, Родос, Сал, Скіатос, Варадеро, Варна |
| SunExpress                     | Сезонний: Ізмір, Конья |
| Swiss International Air Lines  | Цюрих |
| TAP Air Portugal               | Лісабон |
| Thai Airways                   | Бангкок-Суварнабхумі Сезонний: Пхукет |
| Transavia                      | Ейндговен |
| TUI Airways                    | Сезонний чартер: Канкун, Крабі, Пхукет, |
| TUI fly Nordic                 | Сезонний чартер: Боа-Вішта, Сал |
| Turkish Airlines               | Стамбул Сезонний: Анкара, Конья |
| Ukraine International Airlines | Київ-Бориспіль |
| Vueling                        | Барселона, Париж-Шарль де Голль |
| Widerøe                        | Крістіансанн, Осло-Торп |
| Wizz Air                       | Бухарест, Київ-Жуляни, Ларнака, Ст Петербург, Скоп'є, Софія |

### Вантажні
| Авіакомпанія         | Пункт призначення                                                                                 |
| -------------------- | ------------------------------------------------------------------------------------------------- |
| China Cargo Airlines | Шанхай-Пудун                                                                                      |
| DHL Aviation         | Східний Мідландс, Лейпциг/Галле, Мадрид, Осло-Гардермуен, Стокгольм-Арланда                       |
| Emirates SkyCargo    | Атланта, Чикаго-О'Хара, Колумбус-Рикенбакер, Дубай-Аль-Мактум, Х'юстон, Лос-Анджелес, Мехіко-Сіті |
| FedEx Express        | Париж-Шарль де Голль                                                                              |
| West Air Sweden      | Гельсінкі                                                                                         |

## Транспорт

### Залізничний
Залізнична станція Каструп розташована під 3 терміналом, інтервал руху — 10 хвилин, час в дорозі — 15 хвилин.

## Метро
Станція розташована під терміналом 3, над залізничною станцією. Потяги курсують цілодобово. Інтервал руху вдень 4-6 хвилин та 15-20 хвилин вночі, час в дорозі — 15 хвилин.

### Автобуси
Автобус № 5А прямує з аеропорту до центру міста, інтервал 10-15 хвилин, час в дорозі — 30 хвилин. Також від аеропорту курсують автобуси № 5C, 35, 36 та 999. Автобус № 888 прямує до Ютландії, № 820 до Осло, через Гетенборг, та № 832 до Уппсала через Стокгольм.